# Seleucus
Pour les articles homonymes, voir Séleucos.
Seleucus aurait été un usurpateur durant le règne d'Héliogabale, empereur romain entre 218 et 222, mentionné par Polemius Silvius au Ve siècle. Il est possible qu'il s'agisse de Marcus Flavius Vitellius Seleucus, consul en 221, ou de Julius Antonius Seleucus, gouverneur de la province de Mésie inférieure. Dans tous les cas, Seleucus échoue à prendre le pouvoir.